# 棉紡會中學
棉紡會中學（英語：Cotton Spinners Association Secondary School）是位於香港新界葵涌的一所津貼中文中學，由香港棉紡業同業公會主辦，校址為新界葵涌葵盛圍350號，佔地8550平方米。該校前稱為「棉紡會職業先修學校」。棉紡會中學以「因材施教」精神，發揮學生所能，各展所長為辦學宗旨。又致力幫助學生發展語文及資訊科技能力，從而為終身學習奠定基礎。另一方面學校會協助培養學生品德，使其成為良好公民。而學校四社分別為勤（代表顏色為藍色）、信（代表顏色為綠色）、仁（代表顏色為黃色）以及義（代表顏色為紅色）。棉紡會中學現時與陝西省銅川市第一中學結為友好學校。

## 校政管理
歷任校監
- 王統元 先生
- 劉漢棟 先生
- 1981年至2009年：吳中豪 先生
- ？至2018年：王偉礎 先生[5]
- 2018年至2023年：吳柏年 先生[2]
- 2023年至今：張天德 先生

歷任校長
- 1975年至2001年：尹慶源 先生[6]
- 2001年至2003年：樂俊華 先生[7]
- 2003年至2008年：劉廣武 先生[8]
- 2008年至2017年[9]：劉潔嬋 女士[10]
- 2017年至今[11]：黃定康 先生[12]

歷任副校長
- 鄭禮忠 先生
- 陳蕙蘭 女士
- 徐麗儀 女士[13]
- 施上海 先生[13]
- 徐文超 先生

## 校徽及校訓

棉紡會中學於1975年至2002年間使用的舊校徽

### 校徽
| 物件     | 釋義                                                                                     |
| 方向儀   | 學生來自四方八面，從不同區域、不同階層及各自擁有不同程度入讀該校。                       |
| 太陽光輝 | 培育學生能如旭日初昇般充滿朝氣及前途光明璀璨。又服務人群，關心社會，對國家民族作出貢獻。 |

### 校訓
| 校訓 | 釋義               |
| 勤   | 勤思力學，持之以恆 |
| 信   | 誠實可靠，忠守承諾 |
| 仁   | 關愛他人，尊親敬長 |
| 義   | 公正行事，堅守正義 |

## 學校資料

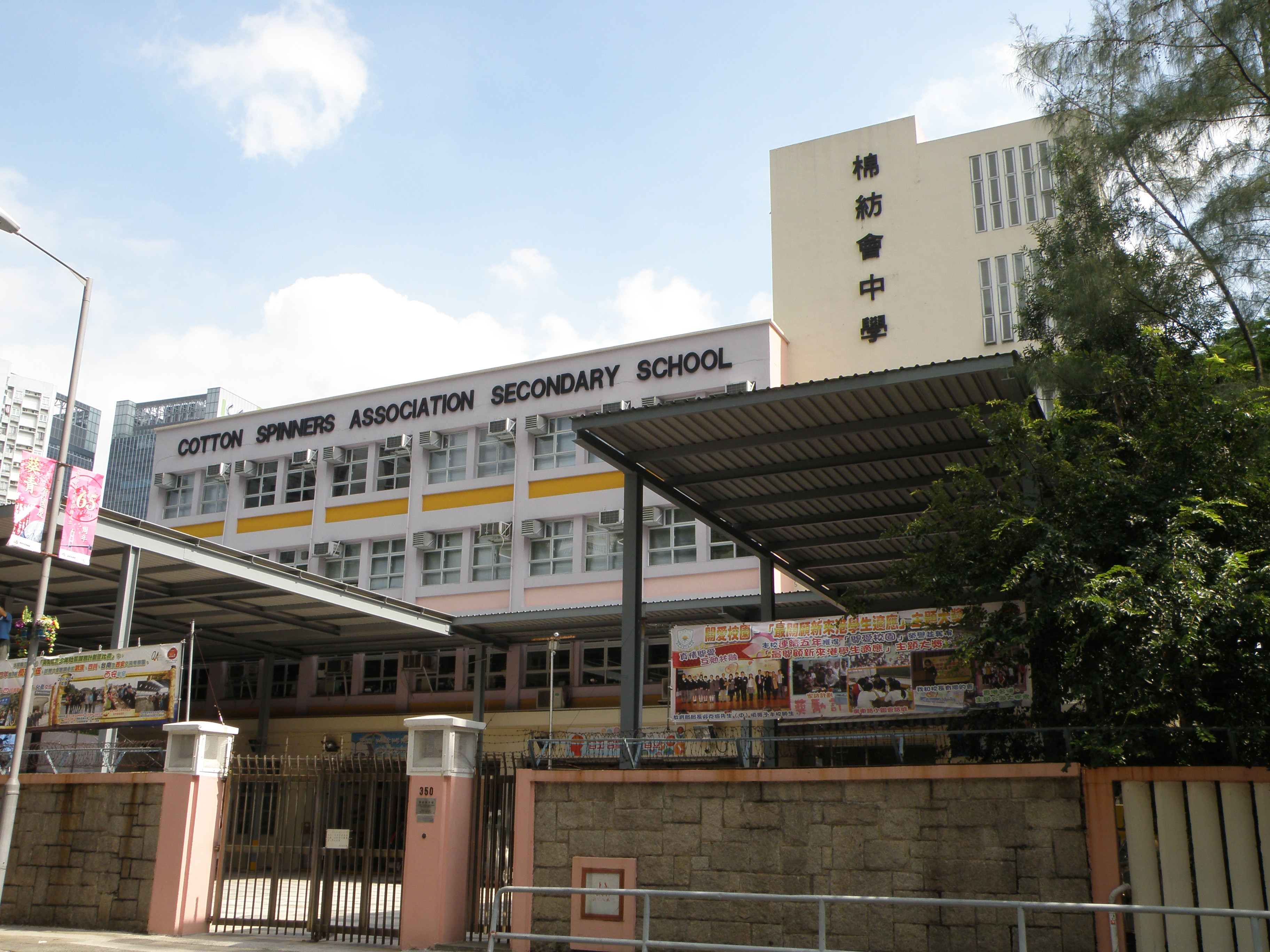
棉紡會中學校舍

1974年，香港棉紡業同業公會主席吳文政倡議向教育司署申請籌辦棉紡會職業先修學校。政府其後在時任行政局議員唐星海與其他香港棉紡業同業公會會員提出撥地建校申請後撥出葵涌官地93,000餘平方呎興建校舍，並於1975年9月內落成。由前勞工處處長彭禮士太平紳士（The Hon. I.R. Price, T.D.JP）主持開校典禮。2002年1月1日，該校因為工業中學教育政策之改變而由「棉紡會職業先修學校」改名為「棉紡會中學」。在2007年，該校的步操樂團與香港福建中學（小西灣）升旗隊樂隊、香港少青步操樂團、香港中文大學校友會聯會張煊昌中學步操管樂隊以及嶺南中學步操管樂隊參與中華人民共和國58周年國慶巡遊慶祝活動。學校的銀樂隊曾於2011年3月21日參與珠海學院舉辦的植樹活動。同年4月，棉紡會中學被九龍倉集團有限公司選為其中一間中學（總共10間），參加為期6年的「學校起動計劃（Project We Can）」，並連續6年每年獲資助200萬港元。另外，該校的足球校隊在學界表現出色，例如在葵青區Division 1中學校際足球賽完成「3連冠」成績。
2009年6月21日，棉紡會中學有學生被確診感染人類豬型流感而須停課。教育局與衞生署評估情況後，宣布於六月二十一日起至七月四日期間停課十四天。另外同期需要停課的中學包括協恩中學、樂善堂王仲銘中學以及十八鄉鄉事委員會公益社中學。

## 校園設施

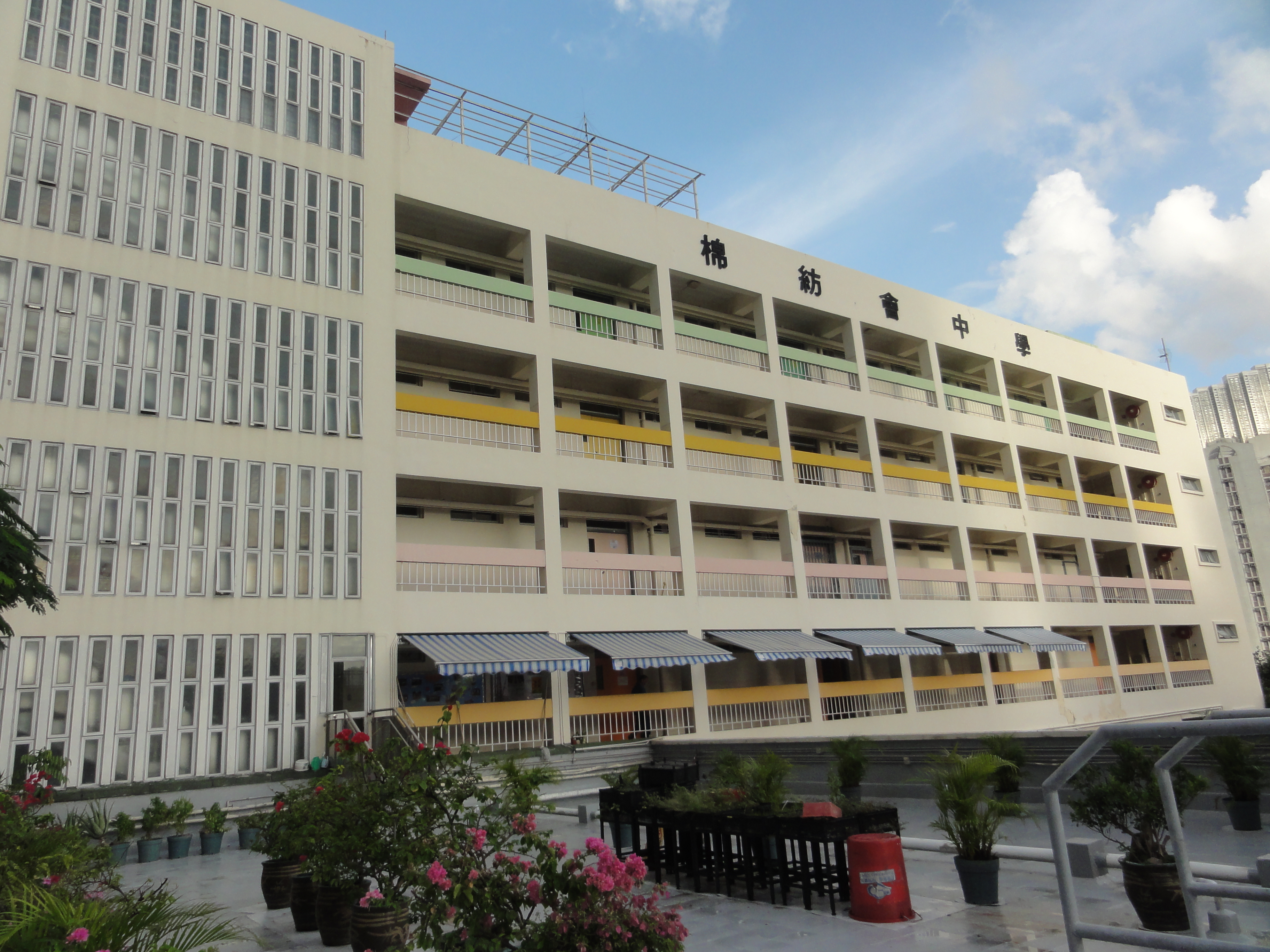
棉紡會中學高座

### 校園平面圖
棉紡會中學的校舍分為高座、低座和新座。校園內設有一部升降機，連接操場、低庭及新座。
| 正門 停車場 (3/F) | 高座(3-6/F)   |             |             |             |             |  |  |  |
| 正門 停車場 (3/F) | 高座(3-6/F)   |             |             |             |             |  |  |  |
| 正門 停車場 (3/F) | 高座(3-6/F)   | 禮堂        |             |             |             |  |  |  |
| 正門 停車場 (3/F) | 高座(3-6/F)   |             |             |             |             |  |  |  |
| 正門 停車場 (3/F) | 高座(3-6/F)   |             | 魚菜共生池  | 觀星臺      |             |  |  |  |
| 斜坡              | 高座(3-7/F)   | 高座(3-7/F) | 高座(3-7/F) | 高座(3-7/F) | 高座(3-7/F) |  |  |  |
| 斜坡              | 低座(G-4/F)   |             |             |             |             |  |  |  |
| 斜坡              | 斜坡          | 斜坡        | 斜坡        | 斜坡        |             |  |  |  |
| 斜坡              | 新座(G-4/F)   |             |             | 斜坡        |             |  |  |  |
| 斜坡              |               |             |             | 斜坡        |             |  |  |  |
| 斜坡              | 升降機(G-4/F) | 大操場      | 大操場      | 斜坡        |             |  |  |  |
| 斜坡              |               | 大操場      | 大操場      | 斜坡        |             |  |  |  |
| 斜坡              |               | 大操場      | 大操場      | 斜坡        |             |  |  |  |
| 斜坡              | 棉紡人家      | 棉紡人家    | 大操場      | 後門        |             |  |  |  |

### 校內設施
- 25個課室
- 女更衣室
- 男更衣室
- 樂器室
- 音樂室
- 健身室
- 男洗手間
- 女洗手間
- 傷殘人士洗手間
- 男教職員洗手間
- 女教職員洗手間
- 棉紡人家[23]
- 大操場（足球場1個，內有籃球場3個）
- 環保飯堂
- 設計與科技工場
- 通識教育室
- 商業實習室
- 校園電視台直播室
- 多用途學習室
- InnoLAB & InnoBOX（STEM室）
- 電子與電學工場
- InnoMC（Mac電腦室）
- 體育室
- 教員室
- 圖書館
- 研習室
- 科學實驗室
- 物理實驗室
- 化學實驗室
- 大堂
- 生態園
- 小食部
- 有蓋操場
- 禮堂
- 魚菜共生池
- 觀星臺
- 停車場
- 英語角
- 學生會室
- 家長資源室
- 校監室
- 校長室
- 校務處
- 副校長室
- 醫療室
- 訓導室
- 輔導室
- 棉紡花園（2個社工室、輔導員室及言語治療室）
- 伺服器室
- 4個電腦室（3個普通電腦室及1個Mac電腦室）
- 視覺藝術室

## 著名/傑出校友
- 曾思敏：前香港武術代表隊世界冠軍
- 周定宇：前香港武術代表隊世界冠軍、現任騎師訓練學校舍監及2011年香港十大傑出青年
- 溫樹華（1984年中三）：香港體育學院三項鐵人教練、「三項鐵人」總會副總幹事
- 馮啟匡（2002年中四）：香港足球運動員
- 張煒琪（2008年中五）：香港女子足球代表隊及公民女子足球隊前鋒[24]
- 何君誠（2000年中五）：前無綫電視男藝員
- 羅嘉良（初中）：香港著名男演員、歌手[25]
- 林穎彤（2009年中五）：香港女藝人
- 沈卓盈：前無綫電視女藝人

## 軼聞
- 香港武術聯會副會長[26]以及香港詩歌朗誦團創立人[27]尹慶源曾為該校校長。他於2001年退休。

## 外部連結
- 棉紡會中學 （页面存档备份，存于）
- 棉紡會中學校友會 （页面存档备份，存于）
- 學校起動計劃 （页面存档备份，存于）
- 與精神病患者交流 「Teen使行動」助人助己 （页面存档备份，存于）